# Burg Morges

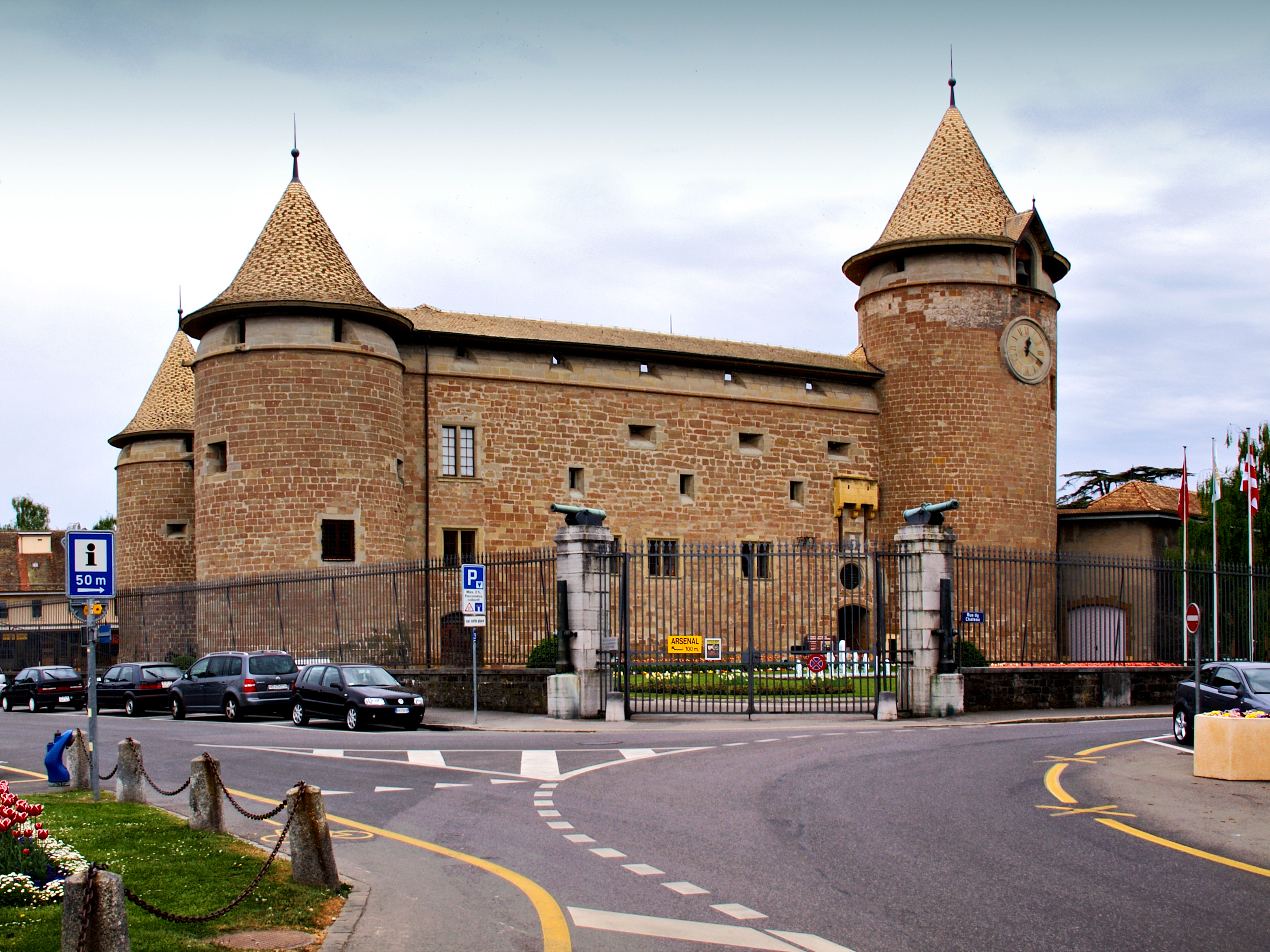
Die Burg von Morges

Die Burg Morges  (manchmal auch als Schloss Morges bezeichnet; französisch Château de Morges) ist eine mittelalterliche Burg in der Stadt Morges im Kanton Waadt.
Sie ist im Schweizerischen Inventar der Kulturgüter von nationaler und regionaler Bedeutung verzeichnet.

## Geschichte
Graf Ludwig I. von Savoyen liess die Burg von 1286 bis 1296 errichten. Die Anlage befindet sich am Ufer des Genfersees neben dem Hafen von Morges. Der Grundriss der gut erhaltenen Burg entspricht dem rechteckigen Schema eines carrée savoyard, also eines Burgtyps, der im Gebiet von Savoyen an verschiedenen Stellen gebaut wurde; ein anderes Beispiel in der Waadt ist die Burg von Yverdon.
Die Burg hat an den Ecken des Mauergevierts starke runde Türme. Sie war im Mittelalter der Sitz einer savoyischen Kastlanei. Im Jahr 1536 machte die Stadt Bern daraus einen Landvogteisitz und liess das Bauwerk besonders in den oberen Geschossen der Rundtürme nach neueren waffentechnischen Erfordernissen verändern. Seit 1803 ist die Burg im Besitz des Kantons Waadt, der darin ein Zeughaus einrichtete. Ausserdem befindet sich in der Burg seit 1925 das Waadtländische Militärmuseum.